# Advanced Surface Movement Guidance and Control System
Ein ASMGC-S (Advanced Surface Movement Guidance and Control System) ist eine Weiterentwicklung des Surface Movement Guidance and Control (SMGC) System, welches von der Internationale Zivilluftfahrtorganisation, ICAO im DOC-9746 definiert wurde. ASMGC-S ist von ICAO im DOC-9830 definiert.
Die operationellen Anforderungen für ein SMGC-System wurden von der achten Air Navigation Conference 1974 in Montreal definiert. Die Anforderungen wurden in ICAO Circular 148 mit dem Titel "Surface Movement Guidance and Control System" veröffentlicht. Es folgten mehrere Überarbeitungen unter Einbeziehung der relevanten ICAO Annexes und Procedures for Air Navigation Services - Rules of the Air and Air Traffic Services (PANS-RAC), ICAO Doc-4444. Nach Annahme der Überarbeitungen erfolgten Änderungen in den relevanten ICAO-Annexes, und im ICAO Doc-4444 und die Veröffentlichung von ICAO DOC-9746, Manual of Surface Movement Guidance and Control Systems (SMGCS) im Jahr 1986.
Da SMGCS-Systeme noch Defizite in Hinsicht auf Kapazität, Safety-Levels und unter schlechten Sichtbedingungen aufwies, erfolgte eine Überarbeitung um die Sicherheit auch bei hoher Verkehrsdichte, unter schlechten Wetterbedingungen und bei komplexen Aufbau von Flugplätzen sicherzustellen was zu ASMGS-S-Systemen führte. Die Anforderungen und Definitionen für A-SMGCS sind im ICAO Doc-9830, Advanced Surface Movement Guidance and Control Systems (A-SMGCS) Manual definiert.
SMGCS und ASMGC-S System dienen der Kontrolle des Rollverkehrs von Luftfahrzeugen und Fahrzeugen auf dem Gelände eines Flugplatzes. Ein A-SMGCS ermöglicht die Überwachung und Führung von Fahrzeugen und  Luftfahrzeugen für einen sicheren,  geordneten und möglichst flüssigen Verkehrsfluss am Boden. Das System liefert unabhängig von Wetter und Sicht innerhalb der operativ genutzten Flugplatzfläche die benötigten Informationen.
A-SMGCS kombiniert dabei Daten aus folgenden Quellen:
- die im Erfassungsbereich von ASDE (Airport Surface Detection Equipment)-Radarsensoren gewonnenen Positionen (Winkel- und Schrägentfernungs-Messung bezogen auf die Position eines ASDE-Radarsensors) von stationären, stehenden und sich bewegenden Objekten am Boden
- die Daten von ADS-B Squitter (Automatic Dependent Surveillance Squitter) die von  Mode S-fähigen Transpondern und Squitterboxen in Fahrzeugen ausgesandt werden, ohne dass eine externe Abfrage notwendig ist, z. B. 24 Bit-Identifikation und Position im WGS84-Format. Alle ausgesandten ADS-B-Squitter-Signale werden von den Sensoren eines MultiLATerationssystem (MLAT) erfasst und dem A-SMGCS zugeführt. Zur sicheren Erfassung des zu kontrollierenden Bereich eines Flugplatzes ist, je nach Größe und Layout eines Flugplatzes, eine mehr oder weniger große Anzahl von MLAT-Sensoren notwendig. MLAT-Sensoren sind weitestgehend passiv, d. h. sie empfangen nur ADS-B-Squitter-Aussendungen. Sie können aber auch aktiv sein, d. h. sie besitzen dann einen Interrogator zur Abfrage von Transpondern oder um durch Abfragen die ordnungsgemäße Funktion eines MLAT-Systems sicherzustellen.[4], [5]
- Optional können noch die von  Mode-S-fähigen SSR- (Secondary Surveillance Radar) Interrogatoren durch Abfrage von SSR-, IFF- oder MLAT-Interrogatoren gewonnenen Daten (z. B. Identifikation und Koordinaten im WGS84 Format) einem ASMGC-S System zugeführt werden.[2], [6]

Somit kann ein nahezu komplettes Bild des Rollverkehrs von Luftfahrzeugen und Fahrzeugen auf einem Flugplatz dargestellt werden. Das System soll aktiv dabei helfen, Zwischenfälle (z. B. Kollisionen von Flugzeugen und Fahrzeugen) zu vermeiden.